# Hilaire-Marin Rouelle

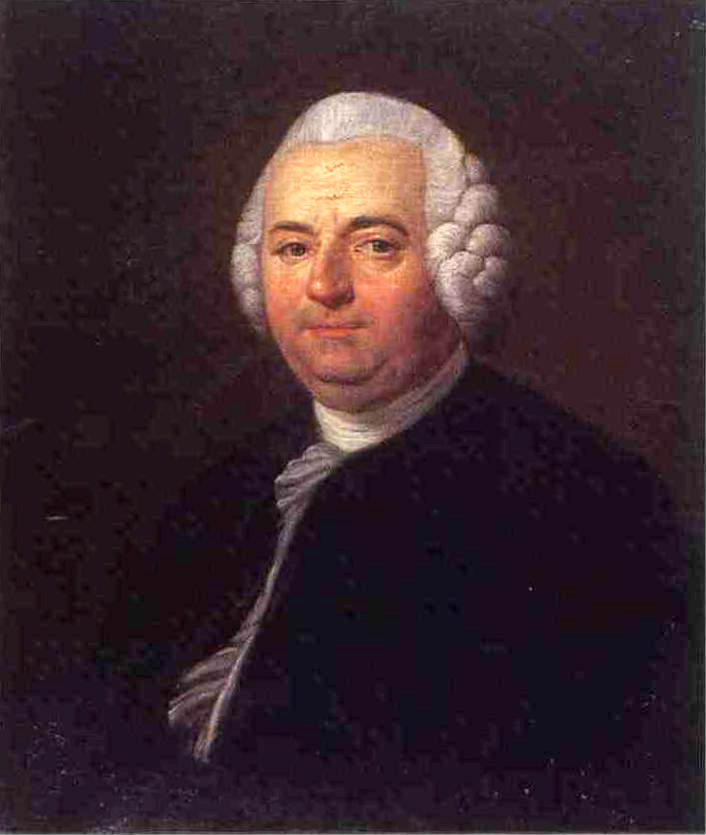
Hilaire-Marin Rouelle

Hilaire-Marin Rouelle (* Februar 1718 in Mathieu; † 7. April 1779 in Paris; bekannt als Rouelle le jeune oder Rouelle le cadet) war ein französischer Apotheker und Chemiker.

## Leben und Wirken
Hilaire-Marin Rouelle ist der jüngere Bruder des Chemikers Guillaume-François Rouelle. Er erlernte Chemie von seinem Bruder und unterstützte ihn bei allen seinen Aktivitäten.
Am 29. Mai 1762 wurde Rouelle zum Apotheker von Louis Philippe I. de Bourbon, duc d’Orléans ernannt. Diese Position hatte er bis 1775 inne, als er zugunsten seines Neffen Jean Rouelle zurücktrat, der das Amt am 1. Mai 1775 antrat. 1768 folgte er seinem Bruder auf dem Posten des Demonstrator für Chemie am Jardin du Roi, den dieser aus gesundheitlichen Gründen aufgeben musste. Nach dem Tod seines Bruders hielt Rouelle ab 1770 im Geschäft in der Rue Jacob Kurse über Chemie und Pharmazie.
Neben Arbeiten zur Chemie des Zinns, über Mineralwasser und Edelsteine untersuchte er die Zusammensetzung des Blutes. Dabei fand er unter anderem Kaliumchlorid und Natriumchlorid. In verschiedenen Pflanzen wies er Alkalimetalle nach, und 1777 veröffentlichte er einen Aufsatz über die Gewinnung von Phosphorsäure aus Tierknochen. 1773 gelang es ihm mittels eines alkoholischen Extrakts aus verdampften Urinrückständen verunreinigten Harnstoff darzustellen, den er als „matiére savonneuse“ (seifige Substanz) bezeichnete.

## Ehrungen
Rouelle war Mitglied der Royal Society for the Encouragement of Arts, Manufactures & Commerce in London, der Real Academia Española in Madrid sowie seit 1771 der Akademie gemeinnütziger Wissenschaften zu Erfurt.

## Schriften (Auswahl)
- Expériences sur plusieurs diamants et pierres précieuses. Paris 1772. – mit Jean d’Arcet
- Expériences nouvelles sur la destruction du Diamant dans les vaisseaux fermés. In: Journal de Médecine, de Chirurgie et de Pharmacie. Band 39, Paris 1773, S. 50–86 (online).
- Observation … sur la présence de l’alkali mineral tout formé dans les végétaux, & sur les moyens de l’en retirer immédiatement, sans le secours de la combustion & de l’incinération. In: Journal de Médecine, de Chirurgie et de Pharmacie. Band 39, Paris 1773, S. 86–90 (online).
- Observation sur quelques combinaisons de l’Acide du Tartre avec la Craie & plusieus Chaux métalliques. In: Journal de Médecine, de Chirurgie et de Pharmacie. Band 39, Paris 1773, S. 369–373 (online).
- Observations sur l’aire fixe & sur ses Effets dans certains eaux minérales, &c. In: Journal de Médecine, de Chirurgie et de Pharmacie. Band 39, Paris 1773,  S. 449–464 (online).
- Observation sur les Fécules ou parties vertes des Plantes, & sur la matiere glutineuse ou végétoanimale. In: Journal de Médecine, de Chirurgie et de Pharmacie. Band 40, Paris 1773. S. 59–67 (online).
- Expériences et observations sur le Sel qu’on trouve dans le Sang de l’Homme & des Animaux, ainsi que dans l’eau des Hydropiques.  In: Journal de Médecine, de Chirurgie et de Pharmacie. Band 40, Paris 1773.  S. 68–76 (online).
- Observations sur l’Urine humaine, & sur celle de vache & de cheval, comparées ensemble. In: Journal de Médecine, de Chirurgie et de Pharmacie. Band 40, Paris 1773, S. 451–468 (online).
- Tableau de l’analyse chimique; ou, procédés du cours de chimie. Imprimerie Vincent, Paris 1774
- Observations chymiques sur l’acide phosphorique, qu’on retire des os des animaux; Sur le sel marin gris, ou sel de gabelle. In: Journal de Médecine, de Chirurgie et de Pharmacie. Band 48, Paris 1777, S. 299–325 (online).
- Sur la liqueur fumante de Libayius (1).  In: Journal de Médecine, de Chirurgie et de Pharmacie. Band 48, Paris 1777, S. 445–448 (online).

## Nachweise